# Zuncich Hill
Zuncich Hill är en kulle i Antarktis. Den ligger i Västantarktis. Inget land gör anspråk på området. Toppen på Zuncich Hill är 1 075 meter över havet.
Terrängen runt Zuncich Hill är platt åt sydost, men åt nordväst är den kuperad. Zuncich Hill är den högsta punkten i trakten. Trakten är obefolkad. Det finns inga samhällen i närheten.